# Slaget vid Flodden

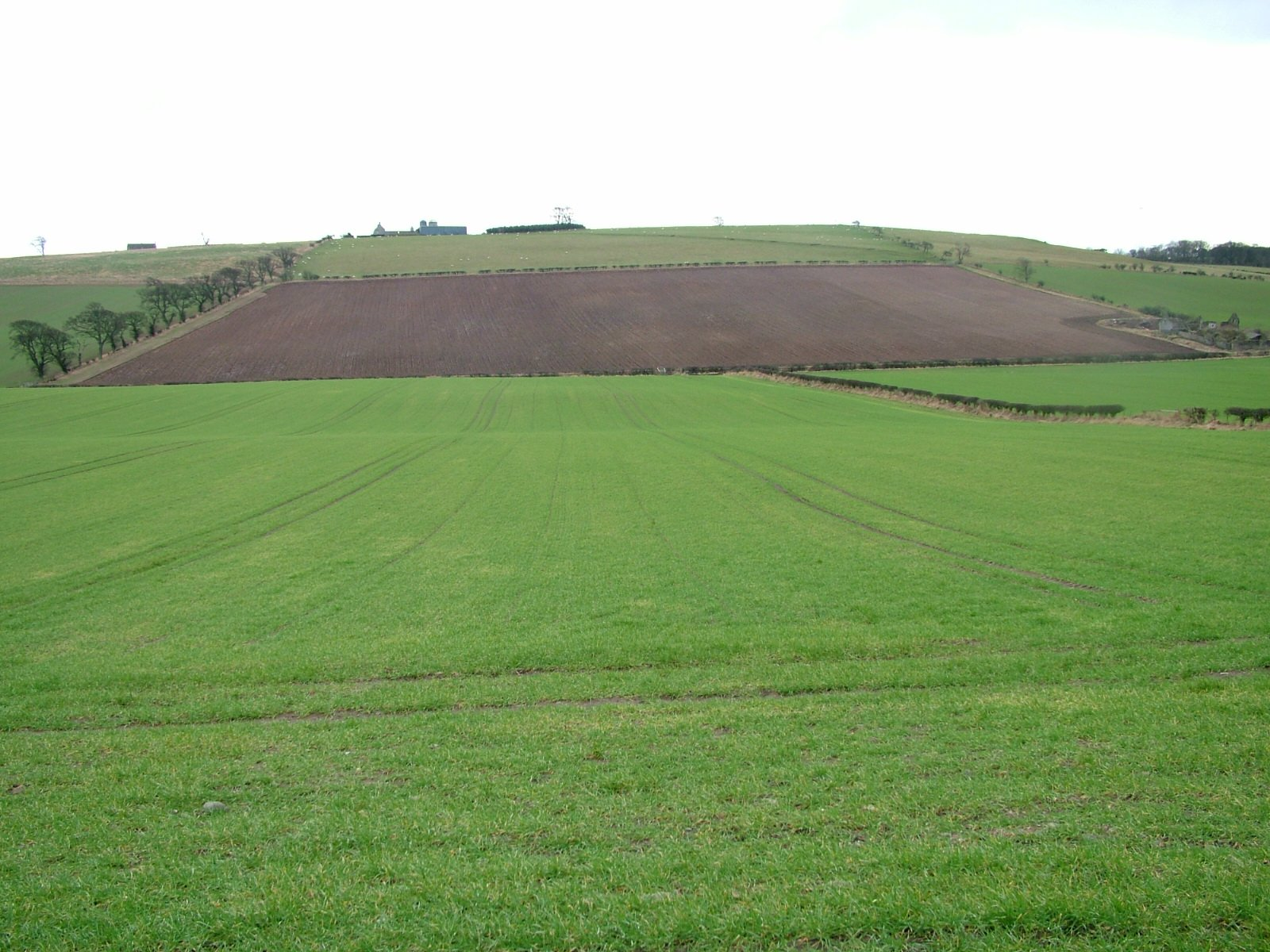
Flodden Field, där slaget stod 1513. Bilden är tagen från den plats där den engelska armén ställde upp inför slaget.

Slaget vid Flodden, eller Slaget vid Flodden Field, utkämpades 9 september 1513 i grevskapet Northumberland i norra England mellan en skotsk invasionsarmé under kung Jakob IV och en engelsk armé under aktivt befäl av Thomas Howard, 2:e hertig av Norfolk. Då Henrik VIII av England befann sig i Frankrike på fälttåg, var det regenten, hans hustru Katarina av Aragonien, som hade det högsta befälet. Slaget slutade med en seger för engelsmännen och ett blodigt nederlag för skottarna. Räknat i antalet stupade är detta det största slag som någonsin har utkämpats mellan England och Skottland.

## Bakgrund

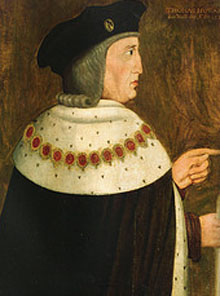
Thomas Howard, 2:e hertig av Norfolk

Stridigheterna inleddes med att Jakob IV av Skottland förklarade krig mot England för att hedra den uråldriga allians,  the Auld Alliance, Skottland hade med Frankrike om ömsesidigt stöd. Hans syfte var att tvinga Henrik VIII att avsätta trupper till att strida mot Skottland, vilket skulle försvaga hans armé som befann sig i Frankrike, kämpandes mot den franske kungen Ludvig XII. Detta krig mot Frankrike var en del av en större konflikt, där England som en del av den katolska ligan sökte försvara de italienska staterna och påven mot Frankrike under de italienska krigen.
År 1508 hade Robert Kerr, en skotsk befälhavare med ansvar för delar av gränsbevakningen, mördats av engelsmannen John "The bastard" Heron. Jakob IV använde nu detta som ursäkt för att förklara krig, i det han menade att han sökte hämnd för mordet när han anföll England i spetsen för en armé på 30 000 man år 1513.
Slaget kom i verkligheten att stå strax utanför den lilla byn Branxton, i grevskapet Northumberland snarare än vid Flodden, härav kommer att slaget ibland kallas Slaget vid Branxton. Den skotska armén hade tidigare varit stationerad söder om Branxton, vid Flodden Edge.

## Flodden i ett historiskt perspektiv

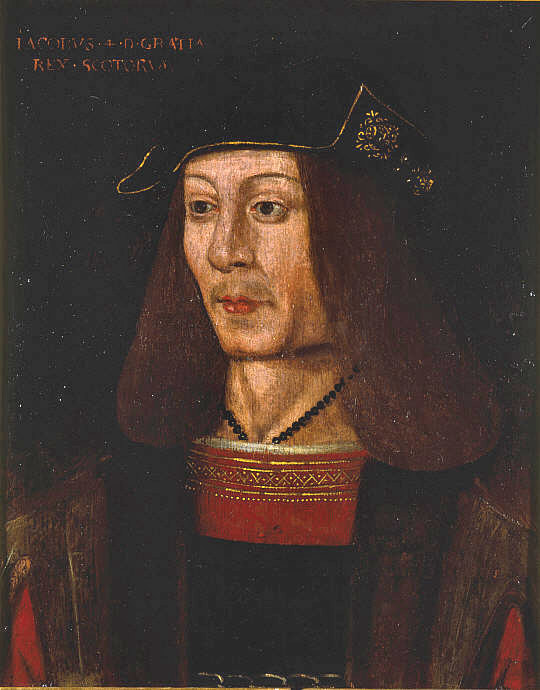
Skottlands kung, Jakob IV, tillhörde de män som stupade i slaget. Hans blodiga kappa skickades av Katarina av Aragonien i triumf till Henrik VIII som befann sig på fälttåg i Frankrike.

Flodden kan beskrivas som hillebardens seger över piken. Som vapen var piken endast effektiv då man rörde sig, till exempel för att försvara sig mot en kavallerichock. Den kuperade terrängen i Northumberland, anfallsstrategierna och det hala underlaget innebar att piken blev ett i princip obrukbart vapen. Skottarna kunde eventuellt ha klarat sig bättre om de använt sitt uråldriga vapen, spjutet. 
Både det engelska och det skotska infanteriet använde sig vid Flodden av samma stridsmetoder som använts sedan flera hundra år, och slaget vid Flodden har ofta beskrivits som det sista medeltida slaget som utkämpades på de brittiska öarna. Detta var också sista gången soldater utrustade med hillebarder och soldater utrustade med pikar möttes som huvudkontrahenter på slagfältet. Två år senare utplånade Frans I av Frankrike ett helt kompani schweizare utrustade med pikar i Slaget vid Marignano, vilket ledde till att piken som vapen helt och hållet övergavs, och en ny era inom militär strategi inleddes.
Ur taktisk synvinkel var detta det första slag i England där bruket av artilleri kom att spela en avgörande roll. Även om långbågen var i bruk även hela 1600-talet, så var detta det sista tillfälle då en armé stödde sig huvudsakligen på bågskyttar istället för artilleri. 
Många av dessa bågskyttar hade rekryterats från Lancashire och Cheshire. Sir Richard Assheton, en fredsdomare, lyckades sätta samman ett kompani av bågskyttar från Middleton utanför Manchester. I tacksamhet över att ha överlevt slaget lät han när han återvänt hem bygga St. Leonards kyrka i sin hemstad. Där kan man fortfarande idag beskåda en unik uppsättning fönster där varje bågskytt i Asshetons kompani är avbildad och namngiven, tillsammans med den präst han även förde med sig i fält.
Som belöning för den triumfartade segern upphöjdes Thomas Howard från earl av Surrey till hertig av Norfolk. Denna titel hade även tidigare innehafts av familjen Howard, men Thomas Howards far hade fråntagits den då han slutit upp på Rikard III:s sida i slaget vid Bosworth Field, som vanns av Henrik Tudor, den blivande Henrik VII av England.  Ätten Howard fick också rätten att integrera det skotska statsvapnet, med lejonets mun genomstungen av en pil, i sitt heraldiska vapen. Denna vapensköld, med äretecknet från slaget vid Flodden, bärs fortfarande av hertigarna av Norfolk. 
Det sades att varje adelsfamilj i Skottland hade förlorat minst en medlem vid Flodden. De fallna hyllas i sången (och säckpipemelodin)  The Flowers of the Forest (med text av Jean Elliot från slutet av 1700-talet):
We'll hae nae mair lilting, at the yowe-milking,
Women and bairns are dowie and wae.
Sighing and moaning, on ilka green loaning,
The flowers of the forest are all wede away.

## Stupade
Slaget vid Flodden var förödande för Skottland som förlorade en stor del av adeln i slaget. Den mest framstående av de stupade var den skotske kungen, Jakob IV, som därigenom blev den siste kungen att dö i spetsen för sin armé på de brittiska öarna. (Den siste engelske kung som dog på slagfältet var Rikard III av England år 1485 i Slaget vid Bosworth Field.)  Bland övriga fallna märktes den skotske befälhavaren Archibald Campbell, 2:e earl av Argyll. I vissa familjer, till exempel MacDowell, dog samtliga män inom ättens huvudlinje. Sammanlagt föll över 14 000 man i slaget vid Flodden.

## Slagfältet idag

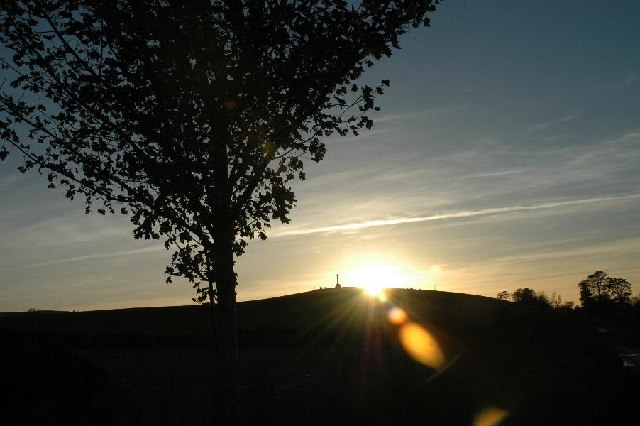
Monumentet mitt på slagfältet hyllar alla de män som stupade i slaget vid Flodden

Slagfältet är i stort sett oförändrat, om än området har dränerats så att de områden som tidigare var sumpmarker och träsk, och som gjorde det så svårt för skottarna att avancera, idag istället är odlad mark och betesmark.  Ett minnesmärke i form av ett monument krönt av ett kors restes på platsen år 1910. Hela slagfältet är försett med informationsskyltar, som gör det möjligt att följa hur hela slaget utspelades. Av den medeltida kyrka i närheten där man förvarade kung Jakob IV:s döda kropp direkt efter slaget finns bara en valvbåge kvar. Denna har inkorporerats i den kyrka i normandisk stil som byggdes på platsen på 1800-talet.

## Slaget vid Flodden i populärkultur
- "Marmion: A Tale of Flodden Field" (1808), en episk dikt om Slaget vid Flodden i sex delar, av sir Walter Scott
- Slaget vid Flodden skildras ur många olika perspektiv i romanen  "Flodden Field", av Elisabeth McNeill, (Utgiven år 2007)
- I Philippa Gregorys skönlitterära biografi över Katarina av Aragonien, The Constant Princess, (London 2005) skildras hur drottning Katarina agerar befälhavare under kriget mot Skottland. Det brev Katarina skickar med den döde skotske kungens kappa finns med, korrekt citerat men med moderniserad stavning: In this, Your Grace shall see how I keep my promise, sending you for your banners a king's coat. I thought to send himself to you, but our Englishmen's hearts would not suffer it. (s. 479)